# Pedro Brito
Pedro Brito do Nascimento (Fortaleza, 5 de abril de 1950) é um economista brasileiro. Foi ministro-chefe da Secretaria Nacional dos Portos da Presidência da República (SEP/PR) desde a sua criação em maio de 2007 até o final do Governo Lula.
Antes de assumir a Secretaria Nacional dos Portos foi ministro da Integração Nacional entre 2006 e 2007. Brito foi sub de Ciro Gomes na Integração Nacional e, por causa de sua atuação no período, o Ministério Público de Contas pediu a punição do ex-dirigente por omissão.